# Mani Madhava Cakyar

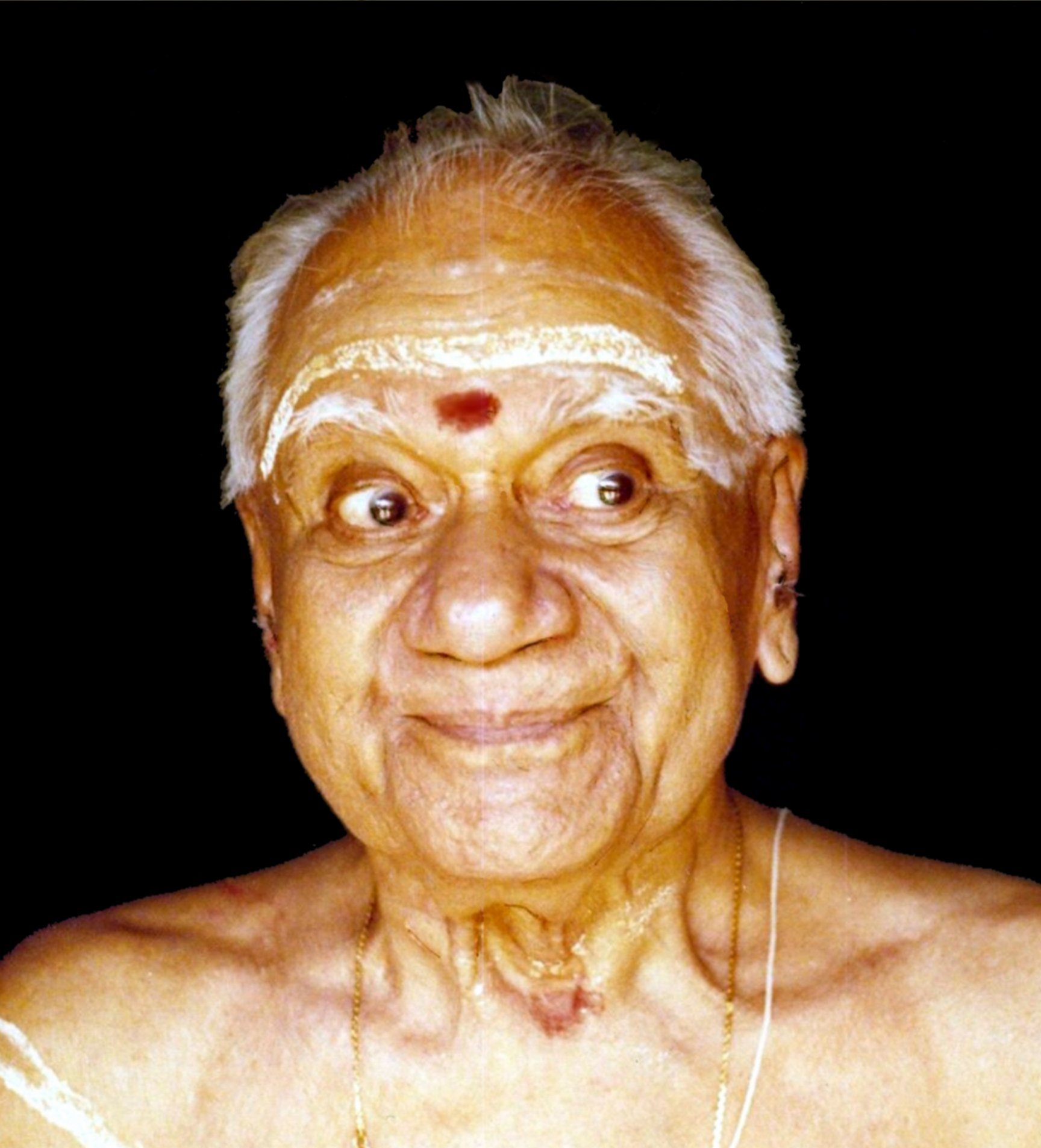
Sringāra rasābhinaya (Sattvikabhinaya) par Gurû Mâni Mâdhava Châkyâr

Guru Mani Madhava Cakyar (Mâni Mâdhava Châkyâr, Sanskrit:माणि माधव चाक्यार, Malayalam:മാണി മാധവ ചാക്യാര്) (15 février 1899 - 15 janvier 1990) était un artiste de scène et un disciple du Sanskrit, originaire du Kerala, Inde du sud. Il est considéré comme le plus grand artiste de Chakyar Koothu et de Koodiyattam (théâtre ancien en Sanskrit) des temps modernes. Il a été considéré comme une référence de l'Abhinaya (en tant qu'acteur). 

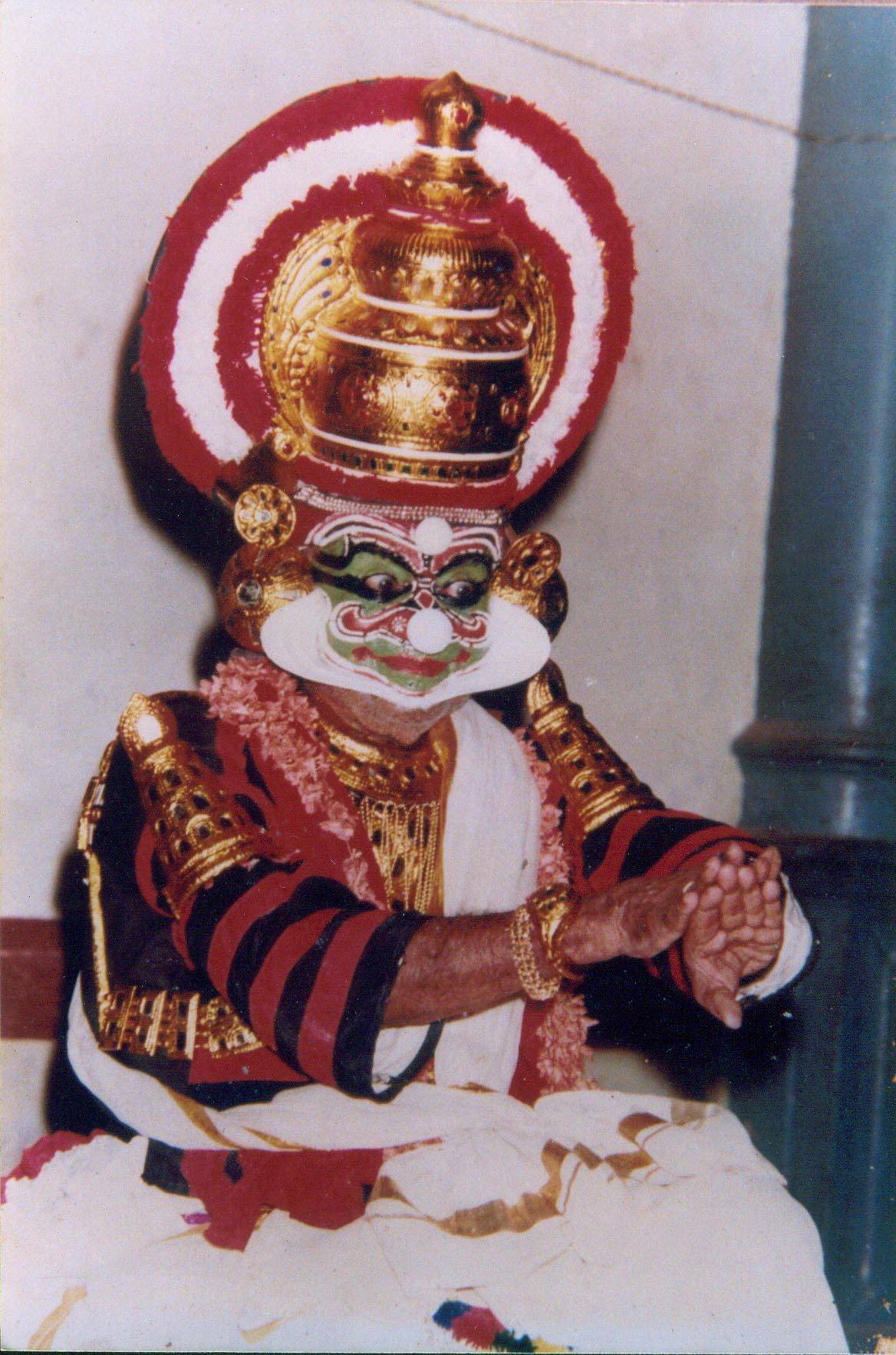
Mani Madhava Chakyar dans un de ses rôles les plus célèbres, Ravana, à Tripunithura. C'était l'une de ses dernières exécutions de Koodiyattam à l'âge de 89 ans

Il avait une excellente pratique de tous les Koodiyattams traditionnels et de tous les prabandhas utilisés dans Chakyar Koothu. Il avait aussi une capacité exceptionnelle d'exécuter Rasa-Abhinaya (établissement de différents sentiments dans leur perfection). Son Netrâbhinaya était célèbre dans le monde et il avait la capacité de le jouer seulement par les mouvements des yeux. Il pouvait expliquer les concepts, les méthodes et les pratiques de Koodiyattam et de Chakyar Koothu d'une manière claire et scientifique. Il a fait une étude approfondie de Nâtya-shâstra de Bhârata Muni, ainsi que des différentes manières de jouer qui étaient populaires au Kerala. Sa connaissance et maîtrise à la fois de la théorie et de la pratique de Koodiyattam étaient superbes. Il fut le premier à pratiquer Koodiyattam et Chakyar Koothu en dehors de l'enceinte des temples du Kerala partout en Inde et à former au Koodiyattam des disciples non-Chakyar comprenant des étrangers. 
Il était un disciple de sanskrit de rang suprême et a été demandé pour donner des conférences en Sanskrit. Il est l'auteur de Nâtyakalpadrumam - le traité encyclopédique bien fondé sur tous les aspects de Koodiyattam. Il était un camarade des académies nationales importantes et a obtenu de nombreux titres prestigieux et des récompenses nationales et internationales comme "Nâtyâchârya", Padma Shri, récompense, etc. de Sangeet Natak Akademi.

## Distinctions

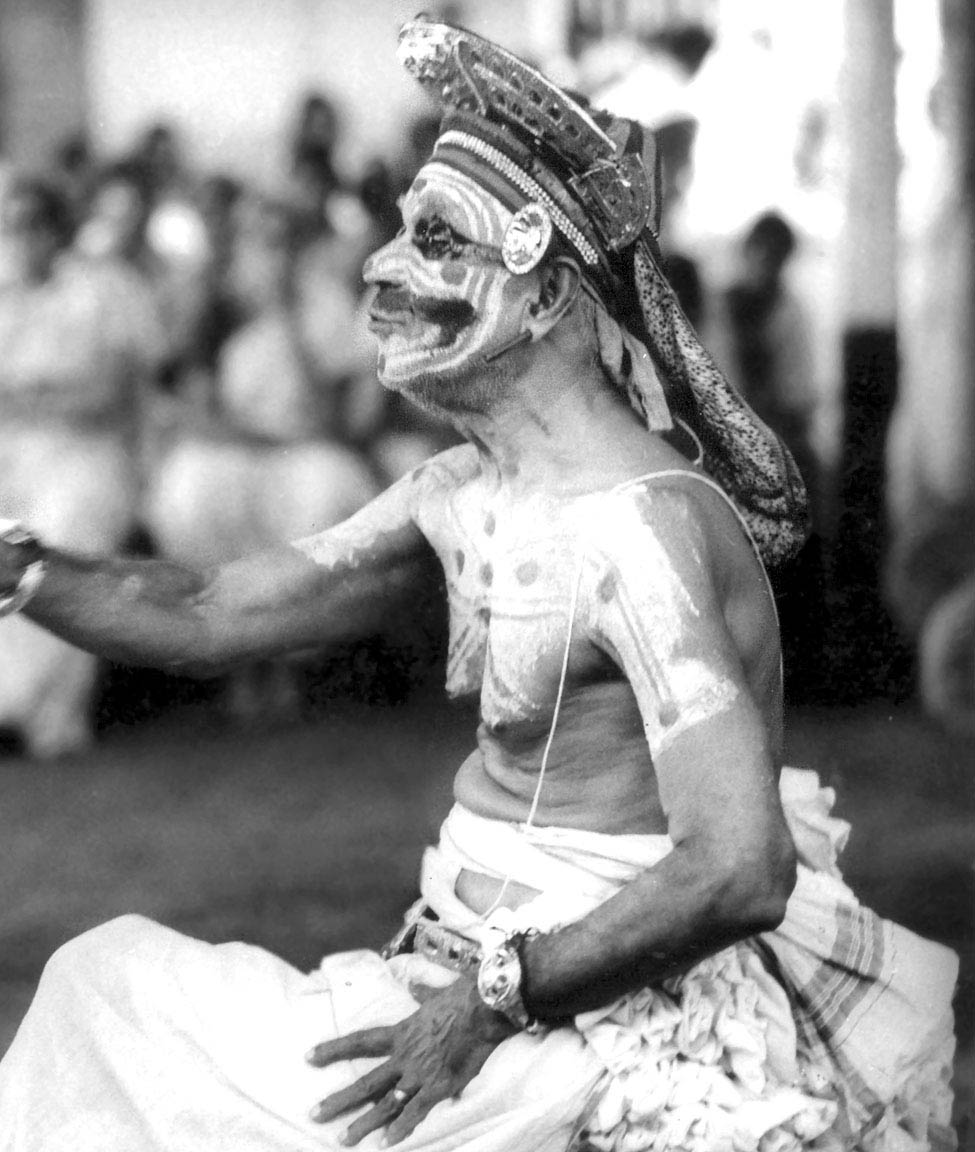
L'exécution de Chakyar Koothu par Guru Padma Shri Mani Madhava Chakyar

- Le Sangeet Natak Akademi Award (New Delhi) (1964)[2]
- Le certificat de Paderewski Foundation (New York) (1964)
- Padma Shri (1974)[3]
- Kerala Sahitya Academy Award - pour le « Nâtyakalpadrumam » de livre (1975)
- Kerala Sangeet Natak Academy Fellowship (1976)
- Sangeet Natak Academy Fellowship (New Delhi) (1982)[4]
- Le gouvernement de Afrique d'Inde Camaraderie Emérite (Government of India Emeritus Fellowship) (1982)[Quoi ?]
- Kâlidâsa Academy Fellowship (Ujjain) (1982)
- Kerala Kalamandalam Fellowship (1983)
- Tulsi Samman award remis par le Gouvernement du Madhya Pradesh (1987)[5]
- Guruvayoor Devaswam Award (1991).

## Œuvres
- « Le Doyen du Kudiyattam ». Mandapa 1998, 31-37 [French transl. by Isabelle Filipuzzi of P.T. Narendra Menon, Kulapati of Koodiyattam, Sruti, August 1990 issue (71)]
- Nâtyakalpadrumam, Mani Madhava Chakyar, Sangeet Natak Akademi, New Delhi, 1975 - (Le traité professionnel sur Kutiyattam, le vainqueur de la Récompense de Kerala Sahitya Academy prestigieuse)
- Mathavilasam
- Mani Madhaveeyam(la biographie de Mani Madhava Chakyar), Das Bhargavinilayam, DepartmeLe département d'Affaires Culturelles, le Gouvernement de Kerala, 1999,  (ISBN 81-86365-78-8)